# 刘显英
刘显英（1977年7月8日—），中国冬季两项运动员，吉林集安人。1994年进入国家队，曾参加过1998年、2002年、2006年与2010年四次冬季奥运会。最好成绩为04/05世界杯德国站10公里追逐赛亚军。2010的溫哥華冬季奧運，劉參與三個小項，並在接力賽以第九名完成賽事。賽後，劉表達希望退役。